# Nitrosopumilales
A Nitrosopumilales az Archaeák egyik rendje a Thaumarchaeota törzsben. Az N. maritimus képes 10 nanomoláros koncentrációnál is ammóniát oxidálni.  Az üledékből David Stahl (University of Washington) csoportja izolálta. A Nitrosopumilus maritimus rendkívül gyakori archaea.

### Tudományos folyóiratok
- Konneke M (2005). „Isolation of an autotrophic ammonia-oxidizing marine archaeon”. Nature 437 (7058), 543–546. o. DOI:10.1038/nature03911. PMID 16177789.
- Cavalier-Smith, T (2002). „The neomuran origin of archaebacteria, the negibacterial root of the universal tree and bacterial megaclassification”. Int. J. Syst. Evol. Microbiol. 52 (Pt 1), 7–76. o. PMID 11837318.

### Tudományos könyvek
- Reysenbach, A-L.szerk.: DR Boone: Class I. Thermoprotei class. nov., Bergey's Manual of Systematic Bacteriology Volume 1: The Archaea and the deeply branching and phototrophic Bacteria, 2nd, New York: Springer Verlag, 169. o. (2001. március 19.). ISBN 978-0-387-98771-2

### Tudományos adatbázisok
- Nitrosopumilales PubMed hivatkozásai
- Nitrosopumilales PubMed Central hivatkozásai
- Nitrosopumilales Google Scholar hivatkozásai

- NCBI rendszertani oldal ehhez a taxonhoz: Nitrosopumilales
- Keresés a Tree of Life rendszertani oldalain erre: Nitrosopumilales
- Keresés a Species2000 oldalain erre: Nitrosopumilales
- Nitrosopumilales a MicrobeWikin
- LSPN oldal ehhez: Nitrosopumilales